# Северный, Аркадий Дмитриевич
Арка́дий Дми́триевич Се́верный (настоящая фамилия Зве́здин; 12 марта 1939, Иваново — 12 апреля 1980, Ленинград) — советский музыкант, певец, гитарист, исполнитель песен современного городского фольклора, авторских неподцензурных песен, романсов и стилизаций. Обладал оригинальным тембром голоса и экспрессивной артистической подачей песни. Мог ярко обыграть песню в любой стилистике, от романсовой до джазовой.

## Биография
Аркадий Дмитриевич Звездин родился  12 марта 1939 года в Иванове. Отец — Дмитрий Иосифович Звездин (1904—1958), уроженец деревни Мало-Грищево (ныне Вичугский район Ивановской области), участник Великой Отечественной войны (политработник), лейтенант, был руководящим работником в Иванове; мать, Елена Макаровна, — домохозяйкой. Семья была большая, дружная — пятеро детей (дочь Людмила и сыновья Валентин, Лев, Михаил и средний — Аркадий).
В 1956 году окончил среднюю школу № 25 города Иваново.
В 1957 году уехал в Ленинград и поступил на лесоинженерный факультет Лесотехнической академии имени С. М. Кирова (ЛТА). Жил в студенческом общежитии на Песочной улице. На военной кафедре получил специальность штурмана. После третьего курса обучения перевёлся на планово-экономический факультет.
В 1965 году Аркадий Звездин окончил Лесотехническую академию и начал работать экономистом в ленинградской конторе объединения «Экспортлес».
В 1968—1969 годах служил в Советской армии лейтенантом ВВС в вертолётном полку под Ленинградом. Позже об этом периоде своей жизни сам Аркадий запустил в народ легенду, что службу ему якобы пришлось проходить в небе Вьетнама.
1972—1980 годы — активная творческая деятельность.
12 апреля 1980 года скончался в Ленинграде на 42-м году жизни в больнице им. Мечникова от инсульта на фоне пневмонии, дистрофии и гипертонии.

## Личная жизнь
Первая жена — Нина, телеграфистка.
Вторая жена — Валентина Сергеевна Бойцова, расстались через 6 лет. Дочь — Наталья (род. 1971).
Третья жена (неофициально) — Зинаида, прожили без заключения брака не более года.

## Творчество
Поскольку Аркадий Звездин был в числе тех, кто не особо лояльно относился к советскому строю, то за время учёбы он близко сошёлся с различными представителями «несоветской» молодёжи — со стилягами, фарцовщиками, диссидентами и музыкальными коллекционерами. Среди последних был студент кораблестроительного института Рудольф Фукс. Однажды Фукс случайно услышал пение Аркадия и сразу загорелся идеей записать его на ленту. После нескольких пробных записей летом 1963 года Фукс вместе с компанией других коллекционеров-подпольщиков организовал домашнюю запись Северного под аккомпанемент ансамбля. В соответствии с «неформальной» модой тех лет в репертуаре были в том числе и блатные песни. На этой записи и родился сценический псевдоним — «Северный».

### 1970—1974
В начале 1970-х годов судьба вновь свела Звездина и Рудольфа Фукса. Последний решил возобновить записи песен в его исполнении, для чего сам сочинил сценарий «литературно-музыкальной композиции» из одесских песен, миниатюр и анекдотов и в конце 1972 года произвёл её запись в исполнении Аркадия Северного. Она получила название «Программа для Госконцерта» и очень быстро завоевала популярность практически на всей территории СССР.
Вдохновлённый успехом, Фукс осуществил запись ещё одной «одесской программы», написанной по его же сценарию, а затем ещё целый ряд сценарных концертов, открывая, по существу, новый жанр в магнитиздате, своего рода «театр у микрофона». Кроме того, в этот же период, в 1972—74 годах, Северный записал под гитару более 20 других домашних концертов, состоявших не только из блатных песен, но и из уличной лирики, романсов, студенческих и прочих «неподцензурных» песен. Особо следует выделить запись известной скабрёзной поэмы XIX века «Лука Мудищев», которую сделал знакомый Фукса, известный ленинградский коллекционер Сергей Иванович Маклаков.

### 1974—1976
В 1974 году Фукс снова организовал запись Аркадия Северного под небольшой ансамбль, а вскоре начал подготовку к новому проекту — концертам Аркадия Северного с «одесским джазом». Первая пробная запись состоялась в январе 1975 года на квартире басиста ВИА «Поющие гитары» Владимира Васильева, а в феврале была произведена запись концерта Аркадия Северного с ансамблем в актовом зале института «Ленпроект», по месту работы Рудольфа Фукса. Тексты некоторых песен («В Одессе я родился», «Вы хочете песен — их есть у меня», «С добрым утром, тетя Хая», «Семь-сорок», «Люблю я сорок градусов») написал сам Фукс.Запись получила название «Первый одесский концерт», быстро разошлась по всей стране и имела большой успех.
В апреле 1975 года запись Аркадия Северного с ансамблем организовал и Сергей Маклаков. Ансамбль состоял из музыкантов ресторана «Парус», которые под именем «Братья Жемчужные» уже записывались у Маклакова в конце 1974 года. Запись Жемчужных с Северным, получившая впоследствии название «Ой, мамочка!», была произведена на квартире коллекционера Дмитрия Михайловича Калятина.
У Аркадия с Калятиным завязалась дружба, а с осени того же 1975 года Аркадий поселился у него на квартире. Дело в том, что к этому времени Аркадию было негде жить, он ушёл из семьи и из дома, лишился работы в «Экспортлесе». У Калятиных Северный прожил около полутора лет. За это время Дмитрием Калятиным было произведено много записей Аркадия под гитару, на которых исполнялись как уличные и блатные, так и лирические песни и романсы. В свою очередь Сергей Маклаков и Рудольф Фукс продолжали свои проекты оркестровых записей Аркадия. В 1976 году произведены записи с ансамблями «Братья Жемчужные», «Четыре брата и лопата», «Альбиносы», «Светофор», «Крёстные отцы». Концептуально выдержанными можно назвать лишь несколько записей, организованных Фуксом: «Памяти Вертинского», «На проспекте 25 Октября», концерты на одесскую тематику — «Памяти Кости-аккордеониста», «Третий одесский».
Остальные концерты были весьма эклектичны, как в музыкальном, так и в репертуарном плане. Как, впрочем, и весь жанр «улично-ресторанной» эстрады, в котором и выступал тогда Аркадий Северный.
В 1976 году Северный предпринял несколько попыток избавиться от своего уже развившегося недуга — алкогольной зависимости. Лечение и в ленинградском Институте имени Бехтерева, и в московской клинике на Каширском шоссе привели лишь к кратковременной ремиссии. Примерно с середины 1976 года он уже нигде не работал и полностью перешёл на богемный образ жизни подпольного артиста. Его личные отношения с семьёй Калятиных всё более и более осложнялись.

### 1977—1978
В начале 1977 года произошла история с ленинградским коллекционером Виктором Набокой. В январе он записал два концерта Аркадия Северного с ансамблем «Обертон», один из которых был сделан в оригинальном рок-н-ролльном стиле. Но вскоре вдруг в адрес Аркадия прозвучали обвинения, что он украл у Набоки оригиналы записей. Что на самом деле лежало в основе этой истории — до сих пор остаётся неизвестным. Вскоре после этого Аркадий уехал из Ленинграда, но есть ли связь между его отъездом и этой историей — тоже неизвестно.
Как раз в это время киевскому коллекционеру Фреду Ревельсону удалось через Р. Фукса найти Северного и пригласить его на гастроли в Киев, куда Аркадий и прибыл в апреле 1977 года. Здесь была произведена запись концерта с ансамблем Григория Бальбера. А вскоре Северный получил приглашение от одесского коллекционера Владислава Коцишевского и в конце апреля приехал в Одессу.
В Одессе Северный записывался у Коцишевского под ансамбль «Черноморская чайка», собранный специально для этих записей. Сначала в трёх концертах совместно с омским автором-исполнителем Владимиром Шандриковым, а позже, весной и летом 1977 года, — в двух сольных концертах. Один из них — «Тётя Шура» — многими признан как образец классики в жанре уличной лирики.
Осенью 1977 года Северный вновь направился на лечение в московскую клинику. На этот раз удалось добиться ремиссии на год.

Владимир Лутченко, Аркадий Северный, Генрих Сечкин, Вячеслав Фетисов в Москве, 1978

После лечения он вернулся в Ленинград, где С. И. Маклаков вновь организовал его записи с братьями Жемчужными. Теперь они были осуществлены на более солидном музыкальном уровне (концерты «Диксиленд», «Проводы 1977 года»), а также более оригинальны в репертуарном плане. В основном были исполнены не фольклорные песни, а песни на стихи самодеятельного питерского поэта Владимира Раменского, друга Аркадия Северного и Сергея Маклакова.
Из стихов Владимира Раменского был составлен репертуар и других концертов этого периода — с ансамблями «Чайка» и «Химик». Два концерта с «Химиком» были организованы и записаны в феврале-марте 1978 года Владимиром Тихомировым и Владимиром Раменским. Перед этим Северный совершил непродолжительную гастрольную поездку в Нарву, где выступал в «Старом кафе» с исполнением песен на стихи В. Раменского.
Вскоре Северный вновь уехал в Одессу к своей новой фактической жене Зинаиде. Весной и летом этого года он вновь плодотворно сотрудничал с В. П. Коцишевским, записывался у него под гитару, а также с ансамблями «Черноморская чайка» и «Шесть плюс один».
Осенью Северный оказался в Москве, и в это же время произошёл рецидив его болезни. В столице было организовано несколько ресторанных выступлений Северного, одно из них — для игроков хоккейной сборной СССР. Вскоре Северный расстался с Зинаидой, что, видимо, ещё более усугубило его недуг. Записей в этот период производилось совсем немного — с ансамблем «Аэлита» в Феодосии и концерт песен на стихи Есенина в Одессе.
К этому времени Северный окончательно стал профессиональным «подпольщиком» и нарушителем статьи 209 УК РСФСР. Его образ жизни, в сущности, совершенно невероятен для советской действительности. Не имея ни прописки, ни паспорта, ни трудовой книжки (не говоря уже об официальном месте работы), он свободно разъезжает по стране и практически открыто гастролирует и участвует в записях с репертуаром, совершенно неприемлемым для Советской власти.

### 1979—1980
В начале 1979 года Северный вернулся в Ленинград. Здесь он тесно сошёлся с компанией знакомых В. Раменского и В. Тихомирова, занимавшихся обивкой дверей, довольно выгодным в советские времена бизнесом. На квартире одного из них, Валерия Шорина (внука А. Ф. Шорина), он жил несколько месяцев. Весной С. И. Маклаков организовал очередную его запись с «Братьями Жемчужными»; правда, ансамбль на этот раз выступал под названием «Божья обитель». Примерно в это же время Северного нашёл и его первый «импресарио» — Рудольф Фукс. Он организовал выступление Северного с Георгием Ордановским и рок-группой «Россияне» (запись не сохранилась). Вскоре Аркадий получил приглашение на гастроли в город Тихорецк, куда и отправился в начале лета.
В Тихорецке руководитель местной студии звукозаписи Станислав Сафонов (впоследствии он стал руководителем одной из первых в Тихорецке телекомпаний, «Тихорецк-ТВ») организовал запись Северного с ансамблем «Встреча» при участии хорошо известного в жанре певца и органиста Анатолия Мезенцева. После Тихорецка Северный поехал в станицу Кущёвскую, где местным коллекционером Н. Пушкарским была произведена запись с ансамблем «Казачок», а затем в Ростов-на-Дону. Там Северный дал несколько ресторанных концертов. В конце лета он приехал в Одессу, где записал «золотой диск» — большой концерт с «Черноморской чайкой» из одесской классики (так называемый «херсонский концерт»).

Новый надгробный памятник на кладбище крематория

Затем певец уехал в Москву. Во время пребывания в Москве Северный вновь выступал с ресторанными концертами, которых, по воспоминаниям разных людей, было довольно много. Молва приписывала Северному и специальные концерты для высокопоставленных советских и партийных деятелей. Жил он в этот период на разных квартирах, пока, наконец, не поселился у Анатолия Писарева. Здесь он жил до самой весны 1980 года, записывая много домашних концертов, в том числе — с песнями, сочинёнными самим А. Писаревым.
В феврале по приглашению С. И. Маклакова Северный ненадолго приехал в Ленинград, где записал концерт с «Братьями Жемчужными» («Олимпийский концерт», или «Трезвость»), а также домашний концерт у Владимира Раменского. После этого он возвратился в Москву, но в начале апреля вновь приехал в Ленинград. Здесь, на квартире В. Шорина, у него неожиданно произошло обширное кровоизлияние в мозг.
12 апреля 1980 года в 1 час 35 минут Аркадий Дмитриевич Звездин, известный как Аркадий Северный, скоропостижно скончался в больнице имени Мечникова на 42-м году жизни. Певец был похоронен на кладбище Ленинградского крематория.
Есть версия, что урна с прахом была утеряна ещё до её похорон на кладбище. Вот что рассказывают об этом: «Поставили урну на полку в коридоре, помянули, попели, поплясали, а потом обнаружили, что она куда-то пропала. Может быть, и выкинули в угаре…». Памятник певцу на территории Санкт-Петербургского крематория — кенотаф.
23 ноября 2013 года на доме 55 по набережной Обводного канала коллекционером Владимиром Суворовым и другими меломанами-энтузиастами установлена мемориальная доска «В этом доме в 1978 г. жил и пел Аркадий Северный (А. Д. Звездин)».
В апреле 2016 года на кладбище крематория был установлен новый надгробный памятник (автор — петербургский скульптор Владимир Шпалет).
10 марта 2019 года по адресу улица Рыбинская, дом 7 пенсионер Валерий Петров и учитель Михаил Лоов в рамках объединённой программы мероприятий «Полдень Северного» к 80-летию исполнителя установили памятную табличку «С благодарностью от Человечества! Скромная инициатива простых горожан 2019». Доска установлена в честь Аркадия Северного, Александра Шеваловского, бит-ансамбля «Обертон» п/у Виктора Шатнева, записывавшихся когда-то в этом пустующем доме в период расселения в 1977—1979 гг., на подпольной студии звукозаписи, которую создал коллекционер Виктор Набока. Доска расположена в фойе гостиницы, находящейся сейчас в этом здании.

## Наследие
Творческое наследие А. Северного состоит более чем из ста магнитофонных альбомов. Их список продолжает уточняться коллекционерами-энтузиастами. Далеко не все записи Северного можно считать разысканными на настоящий момент. Неизвестные ранее записи время от времени «всплывают» до сих пор.

### Диски
- В 1980 году в США фирмой «Kismet» издана первая пластинка Аркадия Северного «Король подпольной песни».
- В 1989 году по инициативе Рудольфа Фукса на ленинградской студии грамзаписи фирмы «Мелодия» был выпущен диск «Памяти Аркадия Северного».
- В 1990-х годах записи Северного издавались на компакт-дисках московской фирмой RCD и рядом других мелких фирм звукозаписи, а в дальнейшем — студией «Ночное такси» Александра Фрумина, которому в настоящее время принадлежат юридические права на издание записей А. Северного. Качество изданных записей довольно посредственное, к тому же издаются концерты не полностью.

## Увековечивание памяти

### Книги, публикации в прессе
- В мае 1980 года уже эмигрировавшим Рудольфом Фуксом в нью-йоркской газете «Новое русское слово» была опубликована статья памяти Аркадия Северного. В дальнейшем Фукс опубликовал ещё несколько статей, посвящённых Северному.
- Первое упоминание о Северном в советской прессе появилось в статье Юрия Гаврилова «Миражи подпольного „бизнеса“» (газета «Вечерняя Одесса» от 25 декабря 1981 года), посвящённой нелегальной деятельности Владислава Коцишевского.
- В 1990-м году в газете "Одесская афиша" (2 и 3 номера) была опубликована с продолжением статья Евгения Оршуловича "Звезда и смерть Аркадия Северного". Впервые на территории СССР о творчестве Северного отозвались положительно.
- В 1995 году Михаилом Шелегом была написана и опубликована книга «Споём, жиган», где впервые излагалась краткая биография Северного. Позже М. Шелег изложил её в книге «Аркадий Северный. Две грани одной жизни», которая была издана в 1997 году и переиздана в 2000 году.
- В 2002 году в журнале «Наша улица» опубликовано эссе русского писателя и литературного критика Юрия Кувалдина «Северная звезда». В 2006 году она была опубликована в собрании сочинений писателя.
- В 2006 году в Интернете был опубликован текст книги И. Ефимова и Д. Петрова «Аркадий Северный, Советский Союз».
- В 2010 году новосибирский журналист Дмитрий Тростников опубликовал в Интернете текст романа «Знаменитость», прообразом главного героя в котором стал А. Северный. В конце года книга была издана[10].
- В 2010 году была издана книга Рудольфа Фукса «Песни на „рёбрах“: Высоцкий, Северный, Пресли и др.» В ней автор рассказывает в том числе и о своих встречах с Аркадием Северным[11].
- В 2010 году в Германии вышла книга Ули Хуфена «Regime und die Dandys», главные герои книги — Аркадий Северный, Константин Беляев, Гарик Осипов и другие[12].
- В 2010 году в журнале «КоммерсантЪ-ВЛАСТЬ», № 27 от 11 июля 2011 г. была опубликована рецензия на книгу Ули Хуфена «Regime und die Dandys»: А. Дельфинов «В СССР была отличная музыка, о которой никто не знал».
- В 2012 году в московском издательстве Алгоритм вышла книга Андрея Передрия «Владимир Высоцкий. Сто друзей и недругов». В ней помещена глава «Аркадий Северный», в которой повествуется о взаимоотношениях Высоцкого и Северного.
- В 2012 году в журнале «Вне закона» № 26, декабрь 2012 г. была опубликована статья Е. Колесникова «Король блатняка. Аркадия Северного убил алкоголь».
- В 2014 году начинающий кинодраматург Роман Тензин опубликовал в Интернете текст написанного им сценария полнометражного художественного кинофильма «Аркадий Северный — король советского шансона». В 2015 году он же опубликовал в Интернете обновлённую версию этого же сценария. До настоящего времени сценарий не экранизирован.
- В 2016 году в книге Е. Лесина «И немедленно выпил» опубликована глава «Король подпольной песни. Аркадий Северный».
- В 2017 году в книге И. Московского «Исповедь о Русском Шансоне» опубликована глава 16 «Король русского шансона Аркадий Северный».
- В 2017 году в книге И. Уразова «Подделки под Высоцкого. Книга-расследование» опубликована глава «Аркадий Северный».
- В 2018 году в июньском номере журнала «Новый мир» был опубликован рассказ Романа Сенчина «Аркаша», в котором описывается встреча Майка Науменко, Виктора Цоя и Андрея Панова, ещё не ставших музыкантами, с Аркадием Северным, записывающим незадолго до смерти концерт с группой «Россияне»[13].
- В 2019 году в февральском номере журнале «Тайны СССР» была опубликована статья Л. Бударин «Любимец женщин и блатных».
- В 2019 году в апрельском номере журнала «Биография» была опубликована статья «Аркадий Северный. Король подпольного шансона».

### Фильмы, где использованы записи Аркадия Северного
- Голос Аркадия Северного в первый раз зазвучал с экрана в советском  фильме «Заговор против страны Советов» (фильм № 1), 1984 год (режиссёр Вермишева Е., киностудия ЦСДФ), в качестве «звуковой иллюстрации» к кадрам, показывающим русскую эмиграцию первой волны. Были использованы фрагменты песен «Не надо грустить, господа офицеры» и «Поручик Голицын»[14].
- В 2005 году выходит американский фильм на русско-еврейскую тему «И всё осветилось» (англ. «Everything is Illuminated») режиссёра Льва Шрайбера с актёром Элайджей Вудом в главной роли. В одном из эпизодов фильма звучит песня «Здравствуйте, моё почтенье…» (вариант из Тихорецкого концерта, июнь 1979 года) в исполнении Аркадия Северного.
- 27-28 марта 2016 года по телеканалу Россия-24 был показан документальный фильм Алексея Симахина «Забайкальская каморра». В начале картины звучит отрывок (два куплета и начало припева) из песни «Воркута — Ленинград» («Это было весною…») в исполнении Аркадия Северного под гитару[15].
- Песня «Показания невиновного» звучит в фильме Кирилла Серебренникова «Лето» (2018).

### Документальные фильмы
- В 1993 году на Санкт-Петербургском телевидении появилась документально-телевизионная программа об Аркадии Северном «Северный шансон», автор Михаил Шелег.
- В 1993 году выходит в эфир документально-телевизионная программа об Аркадии Северном «Концерт по заявкам» (при участии М. Шелега). Ведущая передачи — известная ленинградская певица Мария Пахоменко.
- В 1997 году снят фильм «Он был почти что знаменит» (режиссёр Дмитрий Завильгельский). Документально-музыкальный фильм рассказывает о судьбе Аркадия Северного. Телепремьера фильма состоялась на телеканале ТВЦ в 1998 году[16].
- В 2005 году режиссёр Дмитрий Завильгельский снял фильм «Когда мы вернёмся…». Фильм рассказывает об истории создания памятника Северному в Санкт-Петербурге через «призму» трагической истории уничтоженного в 1970-е годы памятника известному барду Арону Круппу[17].
- 30 декабря 2008 года на Пятом канале (Санкт-Петербург) состоялась премьера нового документального фильма к юбилею исполнителя «Аркадий Северный. Человек, которого не было»[18].
- 12 марта 2011 года в Центральном доме журналиста состоялась премьера заключительной части документальной трилогии Дмитрия Завильгельского «Бронза для героев»[19].

### Магнитоальбом
В апреле 1982 года вышел и начал быстро распространяться магнитоальбом Александра Розенбаума и «Братьев Жемчужных» — «Памяти Аркадия Северного». Запись предварялась следующим вступлением: «Сегодня исполняется 2 года со дня смерти Аркадия Звездина-Северного. Александр Розенбаум, при участии „Братьев Жемчужных“, посвящает свои песни его памяти».

### Памятник
Скульптор Галим Долмагомбетов — автор проекта памятника Аркадию Северному. О создании памятника снят фильм «Когда мы вернёмся…» В Санкт-Петербурге памятник планировали установить на закрытой территории Лесотехнической академии, но в итоге памятник был установлен в Иванове.

Открытие памятника Аркадию Северному 18 июня 2010 года

По словам первого заместителя председателя правительства Ивановской области Александра Фомина:

В этом году будет обустроен сквер у Щудровской палатки — древнейшего гражданского кирпичного здания города, относящегося к XVIII веку. Здесь будет установлен памятник нашему земляку, барду Аркадию Северному. Стоимость работ составит более 7 миллионов рублей.— 
Накануне открытия скульптурная композиция неожиданно была изменена. В бутылке появилась чёрная роза, превратив символ алкогольной зависимости певца в вазу с цветами. Ивановская общественность обратилась с открытым письмом к губернатору, и 21 июня 2010 года роза была демонтирована департаментом культуры.
Открытие памятника состоялось в Иванове 18 июня 2010 года, рядом с площадью Революции, в скверике возле Щудровской палатки. На открытии присутствовали глава региона Михаил Мень, глава администрации города Иваново Александр Кузьмичёв, жители и гости города.
По мнению председателя совета ректоров вузов Ивановской области, ректора ИвГУ Владимира Егорова:

Артистам нечасто ставят памятники, а артистам андеграунда — почти никогда. Пути творческих людей зачастую неисповедимы. Кто-то приходит в искусство через академические традиции и образование, но есть люди, которые прорастают в искусство своим талантом, как какие-то экзотические цветы. У них народные корни. К их числу относится и Аркадий Северный.
Памятником является и могила Аркадия Северного на кладбище санкт-петербургского крематория (колумбарий № 5).

### Фестивали
- С 1995[26] года в Санкт-Петербурге проводятся ежегодные фестивали памяти Аркадия Звездина-Северного.
- С 2009 года в Иваново проводится музыкальный фестиваль имени Аркадия Северного «Чёрная роза».

На указанных фестивалях выступают в основном исполнители русского шансона.
С 2014 года в Санкт-Петербурге на легендарной площадке НИИ Жиров, проводится ежегодный фестиваль Клуба Рудольфа Израилевича Фукса, посвящённый Аркадию Северному, организованный коллекционером Павлом Столбовым и другими известными подвижниками жанра.
На указанном фестивале выступают классики шансона (Р. Фукс, Н. Браун, В. Ефимов, В. Ильин, Б. Виноградов, ВИА «Химик» и др.) и современные продолжатели классической городской песни.